# Nops mathani
Nops mathani là một loài nhện trong họ Caponiidae.
Loài này thuộc chi Nops. Nops mathani được Eugène Simon miêu tả năm 1893.